# La Rinconada, Aguascalientes
La Rinconada är en ort i Mexiko.   Den ligger i kommunen Calvillo och delstaten Aguascalientes, i den centrala delen av landet, 500 km nordväst om huvudstaden Mexico City. La Rinconada ligger 1 564 meter över havet och antalet invånare är 511.
Terrängen runt La Rinconada är varierad. La Rinconada ligger nere i en dal. Runt La Rinconada är det ganska tätbefolkat, med 60 invånare per kvadratkilometer. Närmaste större samhälle är Calvillo, 10,3 km nordost om La Rinconada. I omgivningarna runt La Rinconada växer huvudsakligen savannskog.